# Strzelanina w szkole w Grazu
Ten artykuł dotyczy trwającego wydarzenia. Informacje w nim zamieszczone mogą się zmienić lub zdezaktualizować wraz z postępem zdarzenia, a początkowe doniesienia mogą być niepewne. Ostatnie zmiany tego artykułu mogą nie odzwierciedlać najbardziej aktualnych informacji.
Strzelanina w szkole w Grazu – strzelanina, do której doszło w dniu 10 czerwca 2025 roku około godz. 9:55 w szkole średniej z oddziałami gimnazjalnymi BORG Dreierschützengasse w mieście Graz w kraju związkowym Styria w Austrii. Uzbrojony w pistolet i strzelbę 21-letni były uczeń szkoły Arthur Achleitner zastrzelił 10 osób i ranił 11 kolejnych, po czym popełnił samobójstwo. Była to najkrwawsza zbrodnia w historii Austrii po II wojnie światowej.

## Przebieg
Pierwsze strzały zostały zgłoszone na policję ok. godz. 9:55. Uzbrojony w pistolet typu Glock i strzelbę napastnik najpierw otworzył ogień na zewnątrz szkoły, zabijając pierwszą ofiarę, po czym wszedł do środka. Wewnątrz budynku placówki otworzył ogień do uczniów i nauczycieli w co najmniej 2 klasach na drugim piętrze. Po ataku zamachowiec popełnił samobójstwo w szkolnej toalecie strzelając sobie z broni palnej w głowę.

## Ofiary strzelaniny
W początkowych relacjach po ataku panowała rozbieżność co do liczby ofiar – media podawały, że zginęło co najmniej 10 osób, podczas gdy oficjalne źródła podawały niższą liczbę. Ostatecznie na popołudniowej konferencji prasowej poinformowano o 10 ofiarach śmiertelnych, wśród których znajdował się również napastnik. Co najmniej 30 osób zostało przetransportowanych do okolicznych szpitali, kilka z nich znajdowało się w stanie krytycznym. Jedna z rannych osób zmarła w szpitalu w godzinach popołudniowych, podnosząc liczbę zabitych do 11 osób. Wśród zabitych znalazło się 9 uczniów w wieku od 14 do 17 lat, nauczycielka oraz sprawca, który popełnił samobójstwo. Pobliską salę koncertową Helmut-List-Halle zamieniono po ataku na tymczasowy szpital polowy dla osób rannych w zdarzeniu. Do następnego dnia, 11 czerwca, stan wszystkich osób rannych został określony jako stabilny.
W zdarzeniu zginął uczeń z polskim obywatelstwem, wszystkie pozostałe ofiary śmiertelne strzelaniny to Austriacy.

## Sprawca
Sprawcą masakry był 21-letni były uczeń szkoły Arthur Achleitner. Miał pochodzenie austriacko-ormiańskie. Nie ukończył szkoły BORG, rezygnując z nauki przed jej zakończeniem. Broń, z której strzelał (pistolet typu Glock i strzelbę) nabył legalnie, z czego pistolet zakupił kilka dni przed strzelaniną.
Achleitner przed atakiem napisał list pożegnalny, w którym wyraził chęć zemsty na społeczności szkoły za to, że był w niej prześladowany przez innych uczniów gdy sam tam uczęszczał. Nagrał też film pożegnalny dla swojej matki (kobieta odkryła go i zgłosiła na policję w chwili gdy jej syn już dokonywał masakry w szkole). W jego mieszkaniu znaleziono ponadto nieuzbrojoną bombę rurową. Chwilę przed atakiem zamieścił na portalu X (dawny Twitter) swoje zdjęcie w szkolnej toalecie, które nawiązywało formą do zdjęcia, które wykonała przed swoją strzelaniną sprawczyni strzelaniny w szkole w Madison z 2024 roku. Zdjęcie profilowe Achleitnera na portalu przedstawiało sprawcę masakry w Columbine High School z 1999 roku Dylana Klebolda.

## Reakcje
Na miejsce zdarzenia przyjechał kanclerz Austrii Christian Stocker wraz z ministrem spraw wewnętrznych Gerhardem Karnerem. Kanclerz Stocker na popołudniowej konferencji prasowej zorganizowanej w Grazu ogłosił 3-dniową żałobę narodową i flagi w całym kraju opuszczono do połowy masztu. W mieście Graz na znak szacunku dla ofiar zamachu, odwołano wszystkie wydarzenia rozrywkowe, koncerty i przedstawienia teatralne. W dniu 11 czerwca o godz. 10:00 w całej Austrii zorganizowano minutę ciszy w szkołach, urzędach państwowych i instytucjach publicznych na znak upamiętnienia ofiar zamachu.